# Tapinothelops
Genre
Tapinothelops est un genre d'araignées aranéomorphes de la famille des Pisauridae.

## Distribution
Les espèces de ce genre se rencontrent en Afrique de l'Est.

## Liste des espèces
Selon World Spider Catalog (version 17.0, 07/05/2016) :
- Tapinothelops concolor (Caporiacco, 1947)
- Tapinothelops vittipes (Caporiacco, 1941)

## Publication originale
- Roewer, 1955 : Araneae Lycosaeformia I. (Agelenidae, Hahniidae, Pisauridae) mit Berücksichtigung aller Arten der äthiopischen Region. Exploration du Parc National de l'Upemba Mission G. F. De Witte, vol. 30, p. 1-420.